# آدریانا اسکلناریکووا
آدریانا اسکلناریکووا (انگلیسی: Adriana Karembeu؛ زادهٔ ۱۷ سپتامبر ۱۹۷۱) مدل، و هنرپیشه اهل اسلواکی است.
از فیلم‌ها یا برنامه‌های تلویزیونی که وی در آن نقش داشته‌است می‌توان به استریکس در بازی‌های المپیک اشاره کرد.